# بيلي بلاند
بيلي بلاند (بالإنجليزية: Billy Bland)‏ هو عداء ألتراماراثون ‏ بريطاني، ولد في 1947 في Borrowdale ‏ في المملكة المتحدة.